# Глинка, Григорий Вячеславович
Григорий Вячеславович Глинка (1862 — 7 ноября 1934, Вильжюиф) — русский государственный деятель, тайный советник, сенатор. Участник Белого движения. Эмигрант.

## Биография
Родился 19 января 1862 года.
Окончил юридический факультет Московского университета. Служил помощником присяжного поверенного Плевако.
В 1905 году, 17 апреля получил чин действительного статского советника, а в сентябре был назначен на должность начальника переселенческого управления Министерства внутренних дел, которую исполнял до 29 сентября 1915 года. В 1915—1916 годах — главноуполномоченный по снабжению продовольствием Армии, товарищ главноуправляющего землеустройством и земледелием. С 1916 года — сенатор.
Во время Гражданской войны — заведующий Государственными имуществами Крыма и управляющий земледелием в правительстве Юга России. В апреле 1920 года П. Н. Врангель поручил Глинке создать и возглавить комитет по земельной реформе. Составленный комитетом закон был утвержден Врангелем и опубликован 7 июня 1920 года. Участник Крымской эвакуации.
После гражданской войны в эмиграции. К 1921 году — председатель Российского общества Красного Креста. В 1921 году был рекомендован для участия в Русском Зарубежном Церковном Соборе в Сремских Карловцах (Югославия). Работал в Красном Кресте.
Умер 7 ноября 1934 года в госпитале в Вильжюифе. Похоронен на кладбище Сент-Женевьев-де-Буа.

## Награды
- орден Св. Станислава 2-й ст. (1893)[5]
- орден Св. Анны 2-й ст. (1896)[2]
- орден Св. Владимира 3-й ст. (1907)[2]
- орден Св. Станислава 1-й ст. (1909)[2]